# Canale Bisatto
Il canale Bisatto o Bisato è un emissario del Bacchiglione e del lago di Fimon.

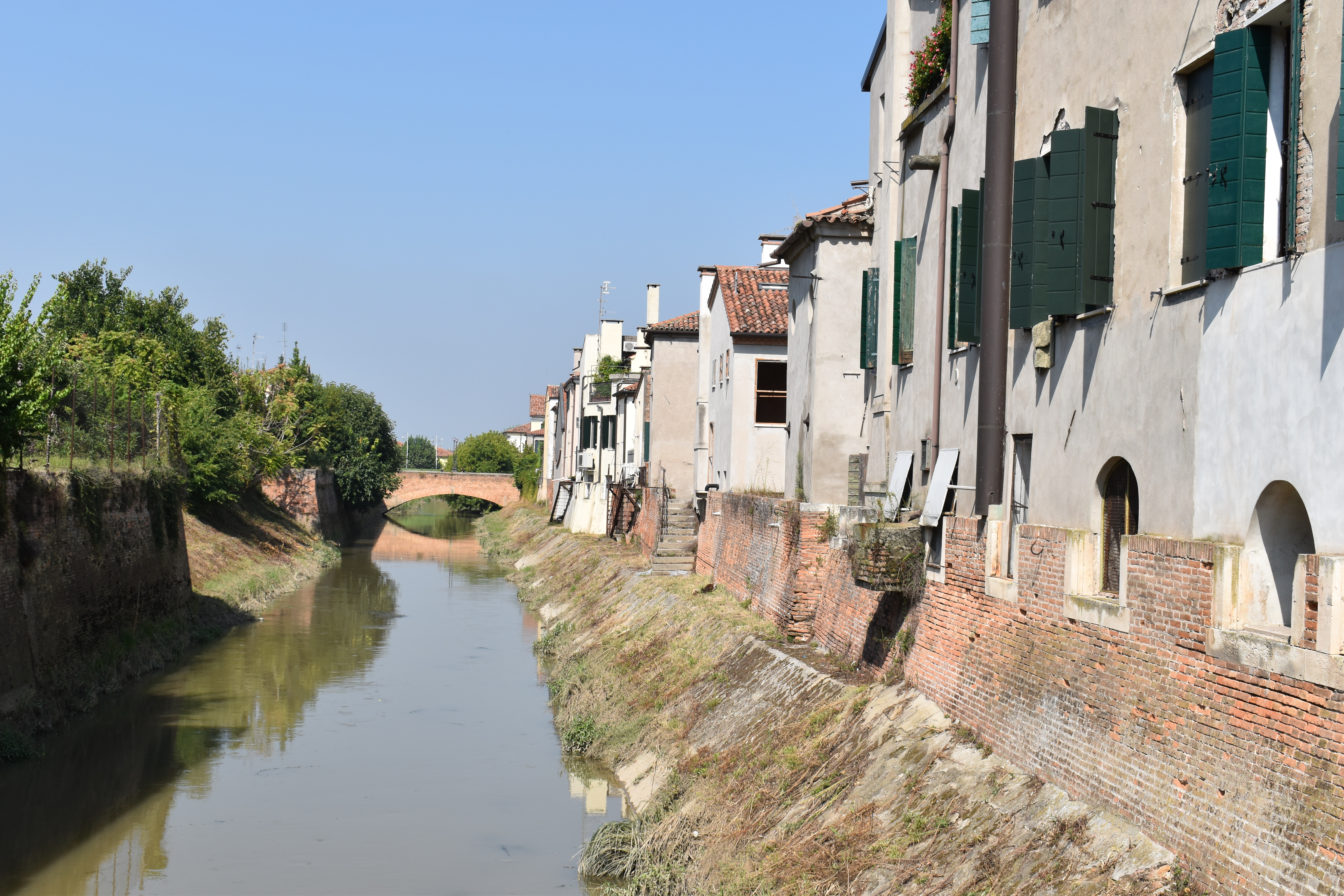
Canale Bisatto nei pressi della torre civica di Porta Vecchia a Este (Padova)

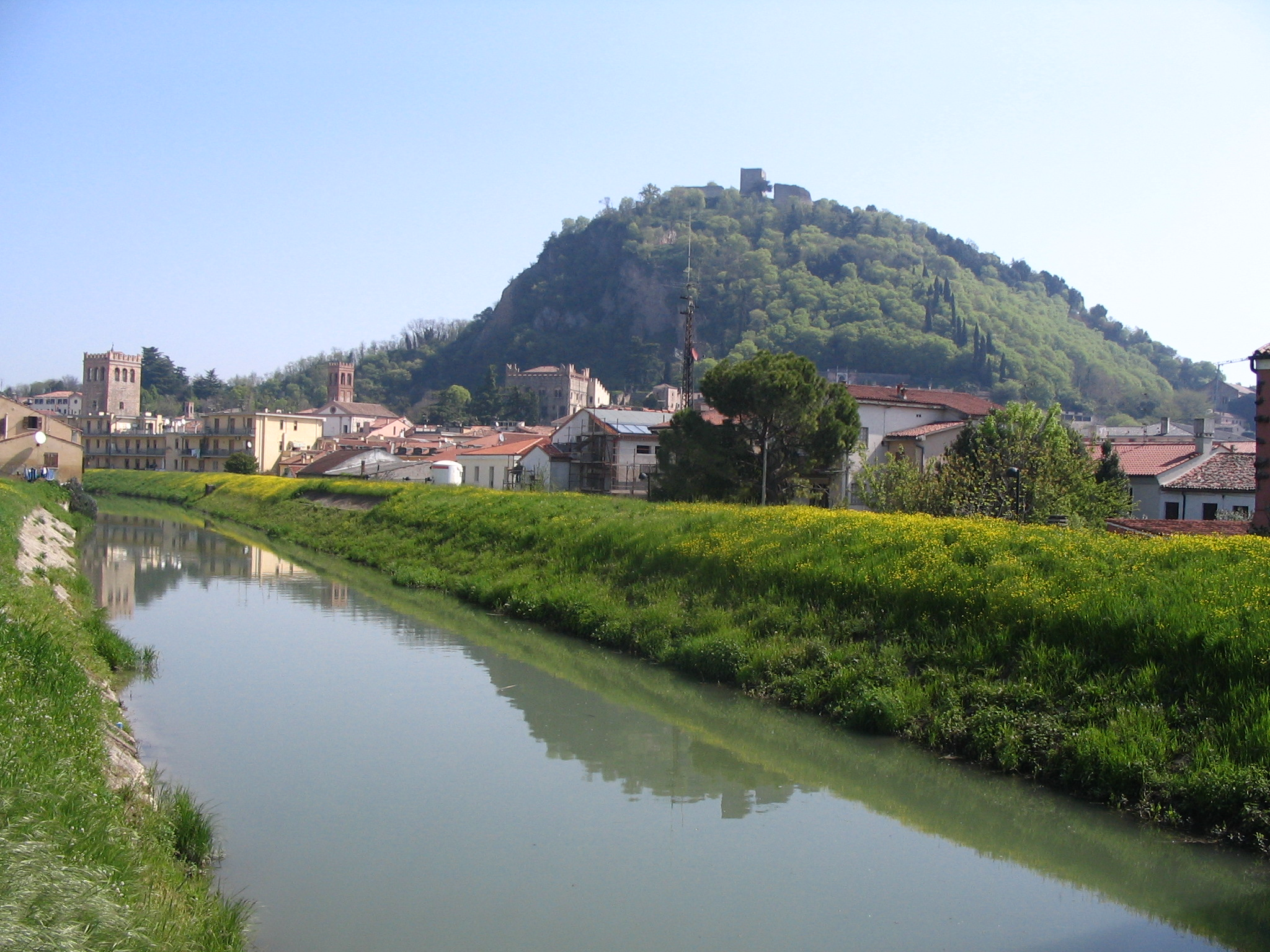
Monselice - Canale Bisatto

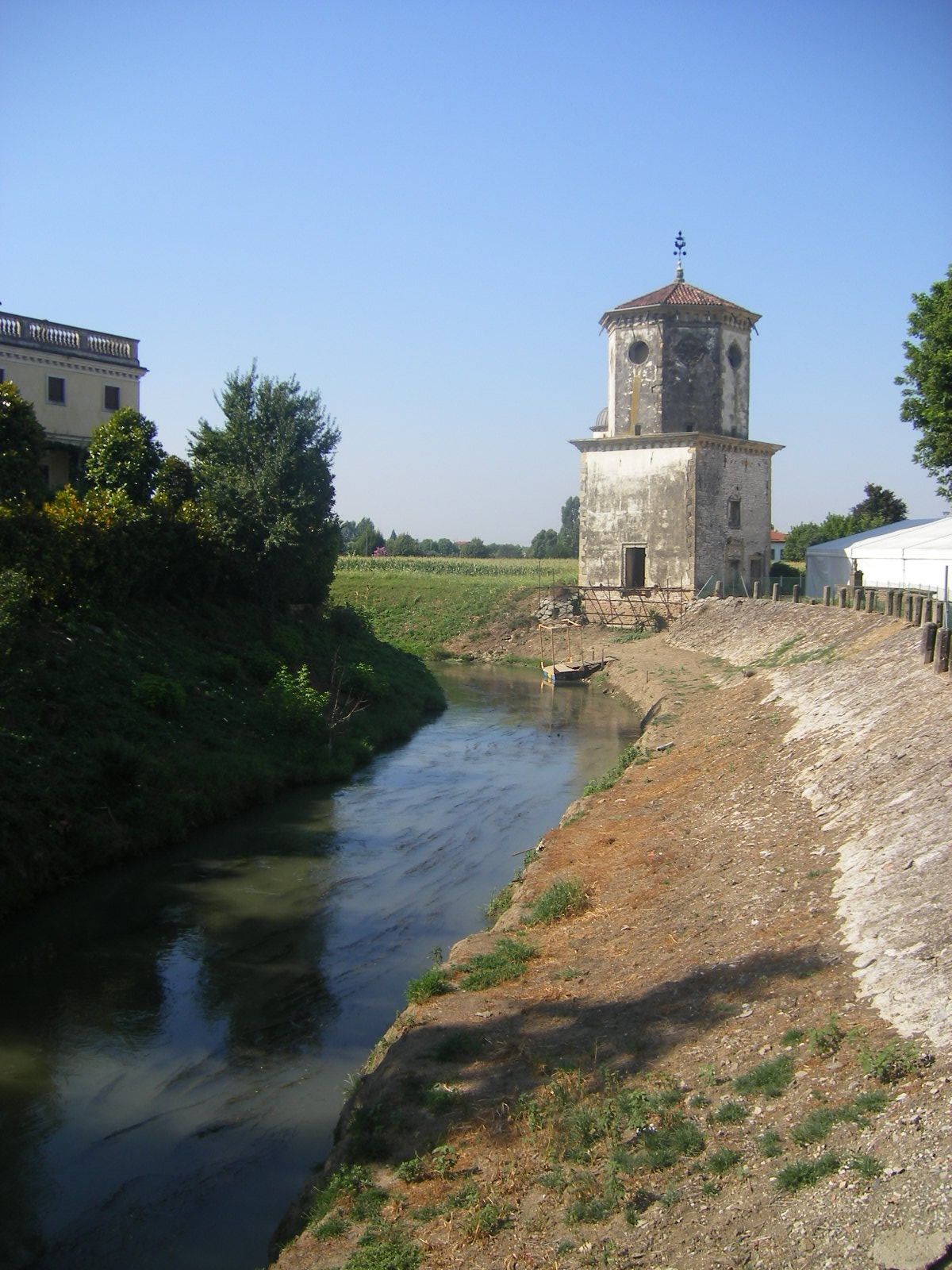
Albettone - provincia di Vicenza.

Il nome bisato in veneto significa anguilla.

## Origine
Nel 1139 i vicentini in guerra con Padova escavarono il canale Bisatto per deviarvi le acque del Bacchiglione e privare così i patavini dell'acqua di difesa della città. La situazione tornò alla normalità solo con la pace di Fontaniva (1147), quando furono smantellate le chiuse che deviavano l'acqua del Bacchiglione.
Dopo questa spiacevole esperienza, nel 1314 la Repubblica di Padova (proclamata nel 1175 e che durò fino al 1318, con la parentesi degli Ezzelini) decise di garantirsi l'approvvigionamento dell'acqua di difesa scavando il canale Brentella, congiungendo così la città con il Brenta; precedentemente nel 1209 era stato operato lo scavo del canale Piovego, che aveva permesso di congiungere così la città con Stra e ottenere la possibilità di collegamenti fluviali con Venezia.

## Il percorso
Nel comune di Longare, in provincia di Vicenza, attraverso una chiusa il Bacchiglione versa le proprie acque nell'alveo poco più che torrentizio del Bisatto. Il percorso si snoda da Longare in direzione sud, costeggiando prima i Colli Berici e quindi puntando decisamente verso i Colli Euganei. 
Entrato in provincia di Padova, attraverso Lozzo Atestino giunge nell'abitato di Este, dove confluiscono diversi altri corsi d'acqua fra cui il Frassine. Il corso del Bisatto prosegue con andamento sinuoso, da cui deriva forse il nome, fino a Monselice; dopodiché, passato sotto un paio di ponti mobili, attraversa la località Rivella dove sorge la villa Emo, raggiungibile anch'essa attraverso un ponte mobile. 
Dopo alcuni chilometri, si giunge a Battaglia Terme dove, dopo aver attraversato i ponti de' Fero, dei Scaini, Cavalcanti (del 1838), e delle Terme (del 1993), accoglie le acque canale di Battaglia per formare il canale Vigenzone attraverso una conca di navigazione.

## Materiale video
Video, su YouTube. Ponte Rivella Canale Bisatto tra Battaglia Terme e Monselice.